# Função injectiva
Na matemática, uma função injectiva (ou injetora) é uma função que preserva a distinção: nunca aponta elementos distintos de seu domínio para o mesmo elemento de seu contradomínio. Em outras palavras, cada elemento do contradomínio da função é a imagem de no máximo um elemento de seu domínio. Ou seja, Uma função diz-se injectiva (ou injetora) se e somente se quaisquer que sejam {\displaystyle x_{1}} e {\displaystyle x_{2}} (pertencentes ao domínio da função), {\displaystyle x_{1}} é diferente de {\displaystyle x_{2}} implica que f({\displaystyle x_{1}}) é diferente de f({\displaystyle x_{2}}): {\displaystyle x_{1}\neq x_{2}\Rightarrow f(x_{1})\neq f(x_{2}).}
- Uma função injetiva, mas não sobrejetiva (injeção, não é uma bijeção)
- Uma função injetiva e sobrejetiva (bijeção)
- Uma função sobrejetiva, mas não injetiva (sobrejeção, não é uma bijeção)
- Uma função nem injetiva, nem sobrejetiva (também não é uma bijeção)

Graficamente, uma função {\displaystyle f} é injectiva se e somente se nenhuma recta horizontal intersecta o seu gráfico em mais do que um ponto.
É importante notar que, neste tipo de função, o contradomínio tem uma cardinalidade sempre maior ou igual à do domínio. Além disso, pode haver mais elementos no contra-domínio que no conjunto imagem da função.
Ocasionalmente, uma função injetiva de {\displaystyle X} a {\displaystyle Y} é denotada {\displaystyle f:X\rightarrowtail Y,} usando uma seta com uma "cauda separada" (U+21A3 ↣ RIGHTWARDS ARROW WITH TAIL). O conjunto de funções injetivas de {\displaystyle X} a {\displaystyle Y} pode ser denominado {\displaystyle Y^{\underline {X}}} usando uma notação derivada daquela usada para decrescimento de potências fatoriais, uma vez que se {\displaystyle X} e {\displaystyle Y} são conjuntos finitos com respectivamente {\displaystyle m} e {\displaystyle n} elementos, o número de injeções de {\displaystyle X} a {\displaystyle Y} é {\displaystyle n^{\underline {m}}.}
Um monomorfismo é uma generalização de uma função injetiva na teoria das categorias.

## Definição
Seja {\displaystyle f} uma função cujo domínio é um conjunto {\displaystyle X.} Diz-se que a função {\displaystyle f} é injetiva desde que para todos {\displaystyle a} e {\displaystyle b} em {\displaystyle X,} sempre que {\displaystyle f(a)=f(b),} então {\displaystyle a=b;} isto é, {\displaystyle f(a)=f(b)} implica {\displaystyle a=b.} Equivalente, se {\displaystyle a\neq b,} então {\displaystyle f(a)\neq f(b).}
Simbolicamente,
{\displaystyle \forall a,b\in X,\;\;f(a)=f(b)\Rightarrow a=b}
que é logicamente equivalente à contrapositiva,
{\displaystyle \forall a,b\in X,\;\;a\neq b\Rightarrow f(a)\neq f(b)}

## Exemplos
- A função {\displaystyle f:\mathbb {R} \rightarrow \mathbb {R} ,} definida por {\displaystyle f(x)=x^{2}} não é injectiva, pois existe pelo menos um {\displaystyle a\in \mathbb {R} } tal que {\displaystyle f(a)=f(-a),} por exemplo, para {\displaystyle a=2.} Isto é, o domínio da função admite que dois objectos distintos tenham a mesma imagem. Noutras palavras, existem dois valores diferentes que possam substituir a variável {\displaystyle x} para que o valor da função {\displaystyle f(x)} seja igual a 4. Esses valores são 2 e -2.
- A função {\displaystyle f:[0,\infty )\rightarrow [0,\infty )} definida por {\displaystyle f(x)=x^{2}} é injectiva, pois implica que {\displaystyle f(a)} deve ser diferente de {\displaystyle f(b),} para {\displaystyle a\neq b.} Isto é, o domínio admite somente um valor para cada imagem. Como por exemplo, para que a função seja igual a 4, poderíamos substituir a variável {\displaystyle x} somente pelo número 2.
- A função {\displaystyle f:\mathbb {R} \rightarrow \mathbb {R} ,} definida por {\displaystyle f(x)=x^{3}} é injectiva, pois implica que {\displaystyle f(a)} deve ser diferente de {\displaystyle f(b),} para {\displaystyle a\neq b.} Isto é, o domínio admite somente um valor para cada imagem. Como por exemplo, para que a função seja igual a 8, poderíamos substituir a variável {\displaystyle x} somente pelo número 2, enquanto que para que a função seja igual a -8, poderíamos substituir a variável {\displaystyle x} somente pelo número -2.

## Aplicações lineares
- Uma transformação linear {\displaystyle T:U\rightarrow V} é dita injetora (ou injetiva) se, e somente se, o seu núcleo {\displaystyle ker(T)} — ou ainda, {\displaystyle N(T)} — contiver apenas o vetor nulo e, pois, tiver dimensão zero — isto é, {\displaystyle dim(ker(T))=0.}

A demonstração segue adiante:
→ Hipótese: T não é injetora → {\displaystyle T(u)=T(v),} com {\displaystyle u\neq v,} para algum {\displaystyle u,v\in U.}
Das propriedades da transformação linear:
→ {\displaystyle T(u)-T(v)=0\Leftrightarrow T(u-v)=0}
Como u ≠ v ⇔ u - v ≠ 0, então:
→ {\displaystyle \{u-v\}\subseteq ker(T)\therefore ker(T)\neq \{0\}\rightarrow dim(ker(T))>0.}
O caso de T ser injetora é exclusivo e podemos afirmar que se {\displaystyle {\mbox{T é injetora}}\leftrightarrow ker(T)=\{0\}\leftrightarrow dim(ker(T))=0.}
- Uma transformação linear {\displaystyle A:E\rightarrow F} também é dita injetiva se, e somente se, leva vetores L.I em vetores L.I. (LI = linearmente independentes)

Segue a demonstração:
→ Prova da ida:
Hipótese: A é injetiva
Tese: A leva vetores LI em vetores LI.
Se {\displaystyle v1,v2,...,vn\in E} são linearmente independentes provaremos que {\displaystyle A(v1),A(v2),...,A(vn)\in F} são linearmente independentes.
Com efeito se {\displaystyle \alpha 1.A(v1)+\alpha 2.A(v2)+...+\alpha n.A(vn)=0}
Usando a linearidade de A:
⇒ {\displaystyle A(\alpha 1.v1)+A(\alpha 2.v2)+...+A(\alpha n.vn)=0}
⇒ {\displaystyle A(\alpha 1.v1+\alpha 2.v2+...+\alpha n.vn)=0}
Então temos que {\displaystyle \alpha 1.v1+\alpha 2.v2+...+\alpha n.vn} pertence ao núcleo de {\displaystyle A,} e como {\displaystyle A} é injetiva, {\displaystyle Ker(A)=\{0\},} ou seja,
{\displaystyle \alpha 1.v1+\alpha 2.v2+...+\alpha n.vn=0}, como {\displaystyle v1,v2,...,vn} são LI tem-se {\displaystyle \alpha 1=\alpha 2=...=\alpha n=0}, ou seja {\displaystyle A(v1),A(v2),...,A(vn)} são linearmente independentes.
← Prova da volta:
Hipótese: A leva vetores LI em vetores LI.
Tese: A é injetiva.
Sendo {\displaystyle v\neq 0,v\in E\Rightarrow \{v\}} é LI então {\displaystyle \{A(v)\}} é {\displaystyle {\mbox{LI}}\Rightarrow A(v)\neq 0,} portanto {\displaystyle Ker(A)=\{0\}} e {\displaystyle A} é injetiva.
Segue-se desse teorema que se {\displaystyle E} tem dimensão finita, {\displaystyle dim(F)\geq dim(E),} assim por exemplo não existe transformação linear injetiva de {\displaystyle \mathbb {R} ^{3}} em {\displaystyle \mathbb {R} ^{2}.}

## Injeções podem ser desfeitas

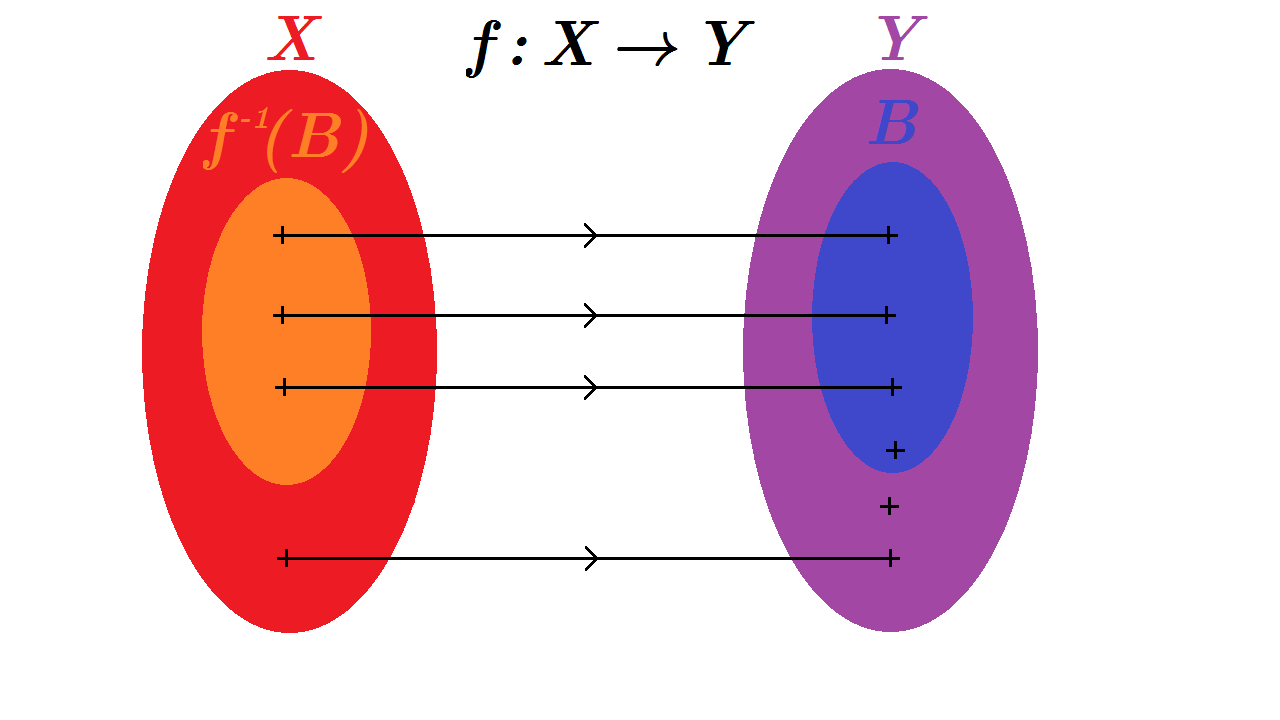
Cada elemento da imagem tem um único correspondente no domínio. Assim, é possível 'desfazer' a função, ou seja, encontrar uma função inversa que retorne ao valor original.

Funções com inversas à esquerda são sempre injeções. Isto é, dado {\displaystyle f:X\rightarrow Y,} se houver uma função {\displaystyle g:Y\rightarrow X} tal que, para cada {\displaystyle x\in X,}
{\displaystyle g(f(x))=x} ({\displaystyle f} pode ser desfeita por {\displaystyle g})
então {\displaystyle f} é injetiva. Nesse caso, {\displaystyle g} é chamada de retração de {\displaystyle f.} Por outro lado, {\displaystyle f} é chamado de seção de {\displaystyle g.}
Inversamente, toda injeção {\displaystyle f} com domínio não vazio tem uma {\displaystyle g} inversa à esquerda, que pode ser definida fixando um elemento a no domínio de {\displaystyle f} de modo que {\displaystyle g(x)} seja igual à pré-imagem única de {\displaystyle x} sob {\displaystyle f,} se existir e {\displaystyle g(x)=a} caso contrário.
A inversa à esquerda {\displaystyle g} não é necessariamente um inverso de {\displaystyle f} porque a composição na outra ordem, {\displaystyle f\circ g,} pode diferir da identidade em {\displaystyle Y.} Em outras palavras, uma função injetora pode ser "invertida" por uma inversa à esquerda, mas é não necessariamente invertível, o que requer que a função seja bijetiva.

## Injeções podem tornar-se invertíveis
Na verdade, para transformar uma função injetora {\displaystyle f:X\rightarrow Y}  em uma função bijetiva (portanto, invertível), basta substituir seu contradomínio {\displaystyle Y} pelo seu intervalo real {\displaystyle J=f(X).} Isto é, vamos {\displaystyle g:X\rightarrow J} tal que {\displaystyle g(x)=f(x)} para todo {\displaystyle x} em {\displaystyle X;} então g é bijetiva. De fato, {\displaystyle f} pode ser fatorada como {\displaystyle incl_{J,Y}\circ g,} onde {\displaystyle incl_{J,Y}} é a função de inclusão de {\displaystyle J} em {\displaystyle Y.}
Mais geralmente, as funções parciais injetivas são chamadas de bijeções parciais.

## Outras propriedades

A composição de duas funções injetivas é injetiva

- Se {\displaystyle f} e {\displaystyle g} são ambas injetivas, então {\displaystyle f\circ g} é injetiva.

- Se {\displaystyle g\circ f} é injetiva, então {\displaystyle f} é injetiva (mas {\displaystyle g} não precisa ser).
- {\displaystyle f:X\rightarrow Y} é injetiva se, e somente se, dadas quaisquer funções {\displaystyle g,h:W\rightarrow X} sempre que {\displaystyle f\circ g=f\circ h,} então {\displaystyle g=h.} Em outras palavras, funções injetivas são precisamente os monomorfismos na categoria Conjunto de conjuntos.
- Se {\displaystyle f:X\rightarrow Y} é injetiva e {\displaystyle A} é um subconjunto de {\displaystyle X,} então {\displaystyle f^{-1}(f(A))=A.} Assim, {\displaystyle A} pode ser recuperado de sua imagem {\displaystyle f(A).}
- Se {\displaystyle f:X\rightarrow Y} é injetiva e {\displaystyle A} e {\displaystyle B} são ambos subconjuntos de {\displaystyle X,} então {\displaystyle f(A\cap B)=f(A)\cap f(B).}
- Cada função {\displaystyle h:W\rightarrow Y} pode ser decomposta como {\displaystyle h=f\circ g} para uma injeção adequada {\displaystyle f} e uma sobrejeção {\displaystyle g.} Esta decomposição é única até o isomorfismo, e {\displaystyle f} pode ser considerada como a função de inclusão do intervalo {\displaystyle h(W)} de {\displaystyle h} como um subconjunto do contradomínio {\displaystyle Y} de {\displaystyle h.}
- Se {\displaystyle f:X\rightarrow Y} é uma função injetiva, então {\displaystyle Y} tem pelo menos tantos elementos quanto {\displaystyle X,} no sentido de números cardinais. Em particular, se, além disso, houver uma injeção de {\displaystyle Y\!<} para {\displaystyle X,} então {\displaystyle X} e {\displaystyle Y} terão o mesmo número cardinal. (Isso é conhecido como o teorema de Cantor-Bernstein-Schroeder.)
- Se tanto {\displaystyle X} quanto {\displaystyle Y} são finitos com o mesmo número de elementos, então {\displaystyle f:X\rightarrow Y} é injetiva se e somente se {\displaystyle f} é sobrejetiva (nesse caso {\displaystyle f} é bijetiva).
- Uma função injetiva que é um homomorfismo entre duas estruturas algébricas é uma incorporação.
- Ao contrário da sobrejetividade, que é uma relação entre o gráfico de uma função e seu contradomínio, a injetividade é uma propriedade do gráfico da função sozinha; isto é, se uma função {\displaystyle f} é injetiva pode ser decidida considerando apenas o gráfico (e não o contradomínio) de {\displaystyle f.}

## Provando que as funções são injetivas
Uma prova de que uma função {\displaystyle f} é injetiva depende de como a função é apresentada e quais propriedades ela contém. Para funções que são dadas por alguma fórmula, há uma ideia básica. Usamos a contrapositiva da definição de injetividade, ou seja, se {\displaystyle f(x)=f(y),} então {\displaystyle x=y.} 

### Exemplo 1
{\displaystyle f=2x+3}
Prova: Seja {\displaystyle f:X\rightarrow Y.} Suponha que {\displaystyle f(x)=f(y).} Então, {\displaystyle 2x+3=2y+3\Rightarrow 2x=2y\Rightarrow x=y.} Portanto, segue da definição que {\displaystyle f} é injetiva.

### Exemplo 2
{\displaystyle h(x)={\frac {2x+5}{1+x^{2}}}}{\displaystyle h(x)} não é injetiva, já que para {\displaystyle h(0)} e {\displaystyle h{\bigl (}{\tfrac {2}{5}}{\bigr )}} temos  {\displaystyle h(0)=h{\bigl (}{\tfrac {2}{5}}{\bigr )}=5} , ou seja, {\displaystyle h(x)=h(y)} com {\displaystyle x\neq y}.
Existem vários outros métodos para provar que uma função é injetiva. Por exemplo, no cálculo se {\displaystyle f} é uma função diferenciável definida em algum intervalo, então é suficiente mostrar que a derivada é sempre positiva ou sempre negativa nesse intervalo. Na álgebra linear, se {\displaystyle f} é uma transformação linear, é suficiente mostrar que o núcleo de {\displaystyle f} contém apenas o vetor zero. Se {\displaystyle f} é uma função com domínio finito, basta olhar a lista de imagens de cada elemento de domínio e verificar se nenhuma imagem ocorre duas vezes na lista.